# سیارک ۴۳۷

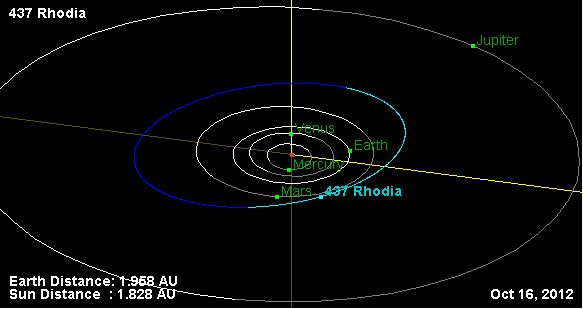
نمایی از محل قرارگیری سیارک ۴۳۷ در مدار – ۲۰۱۲

سیارک ۴۳۷ (به انگلیسی: 437 Rhodia، نامگذاری:1898DP) چهارصد و سی و هفتمین سیارک کشف شده‌است که در ۱۶ ژوئیه ۱۸۹۸ و در نیس کشف شد.
قدر مطلق سیارک برابر ۱۰٫۴۱ است.